# Lodja
Lodja a Kongói Demokratikus Köztársaság újonnan alakult Sankuru tartományának fővárosa. A tartomány korábban a Kelet-Kasai tartomány egy körzete volt. A város nemzeti nyelve a szuahéli.  A városnak saját repülőtere van (IATA: LJA, ICAO: FZVA).

## A népesség változása
- 1984.: 28 671 (népszámlálás)
- 2008.: 78 109 (becslés)[3]